# Temnoplectron diversicolle
Temnoplectron diversicolle är en skalbaggsart som beskrevs av Blackburn 1894. Temnoplectron diversicolle ingår i släktet Temnoplectron och familjen bladhorningar. Inga underarter finns listade i Catalogue of Life.